# Alberto Undiano Mallenco
Alberto Undiano Mallenco (ur. 8 października 1973 roku w Pampelunie) – były hiszpański sędzia piłkarski prowadzący mecze w Primera División oraz spotkania międzynarodowe (licencja FIFA od 2004).

## Kariera
Początkowo Undiano Mallenco sędziował mecze hiszpańskiej Tercera División. Potem awansował do Segunda División B. Od 1997 roku miał prawo rozstrzygać mecze już w Segunda División. Pojedynki w Primera División sędziuje od 2000 roku.
28 maja 2004 zadebiutował na arenie międzynarodowej. Został wyznaczony do sędziowania meczu towarzyskiego pomiędzy Finlandią a Szwecją. Szwedzi wygrali 3-1, a Undiano nie pokazał ani jednej kartki. 4 czerwca 2005 był arbitrem głównym meczu eliminacyjnego do Mistrzostw Świata 2006 Azerbejdżan – Polska. Polacy zwyciężyli 3-0, a gracze Azerbejdżanu otrzymali dwie żółte kartki.
2 sierpnia 2005 Undiano Mallenco sędziował rewanżowy pojedynek eliminacji do Ligi Mistrzów pomiędzy Celtikiem Glasgow a Artmedią Petržalka. Celtowie ograli rywala 4-0, co jednak nie dało im awansu do fazy grupowej (w pierwszym meczu przegrana 0-5). 12 września 2006 po raz pierwszy rozstrzygał w fazie grupowej Ligi Mistrzów, w wygranym 4-0 meczu Bayernu Monachium ze Spartakiem Moskwa.
28 marca 2007 arbiter ten został wyznaczony do prowadzenia meczu w Kielcach, w ramach eliminacji do Euro 2008. Polska wygrała z Armenią 1-0.
W 2010 Alberto Undiano Mallenco znalazł się w gronie 30 sędziów wyznaczonych do prowadzenia spotkań podczas Mistrzostwa Świata 2010.
19 maja 2019 roku sędziował mecz pomiędzy Realem Madryt a Realem Betis (Real Betis zwyciężył wynikiem 2-0), które to spotkanie było ostatnim poprowadzonym przez niego w lidze hiszpańskiej. Niecały miesiąc później - 9 czerwca 2019 roku był arbitrem finałowego starcia Ligi Narodów w którym Portgualia pokonała Holandię 1:0.